# Oxalis balansae
Oxalis balansae är en harsyreväxtart som beskrevs av André Guillaumin. Oxalis balansae ingår i släktet oxalisar, och familjen harsyreväxter. Inga underarter finns listade i Catalogue of Life.